# خوسيه ريكاردو دا سيلفا
خوسيه ريكاردو دا سيلفا هو لاعب كرة قدم برازيلي، ولد في 11 سبتمبر 1939 في فورتاليزا في البرازيل. شارك مع منتخب البرازيل تحت 23 سنة لكرة القدم. أما مع النوادي، فقد لعب مع بوتافوغو ريغاتاس ونادي روما ونادي سامبدوريا ونادي فيتشينزا ونادي مانتوفا.

## وصلات خارجية
- خوسيه ريكاردو دا سيلفا على موقع الاتحاد الدولي (مؤرشف)  (الإنجليزية)
- خوسيه ريكاردو دا سيلفا على موقع قاعدة بيانات كرة القدم.إي يو (الإنجليزية)
- خوسيه ريكاردو دا سيلفا على موقع أوليمبيديا (الإنجليزية)